# Zámbó István (karmester)
Zámbó István (Székesfehérvár, 1932. április 6. – Budapest, 2007. szeptember 16.) magyar kórusvezető, tanár, egyetemi docens.

## Pályafutása
A veszprémi piarista gimnázium diákja, ahol a regöscserkész-mozgalom, a népballada- és a néptáncmozgalom neveltje, a kóruskultúrának diák korában is lelkes szervezője. 1950-ben a már államosított Lovassy László Gimnáziumban érettségizett. 1950–56: a Zeneakadémián Gárdonyi Zoltán, Ligeti György, Vásárhelyi Zoltán növendékeként énektanár-karvezető szakot végzett. 1956–67: a veszprémi Csermák Antal zeneiskola tanára, majd helyettes igazgató, szakfelügyelő. 1967–81: a Veszprémi Szimfonikus Zenekar zeneigazgatója. 1976–92: Liszt Ferenc Zeneművészeti Egyetem docense, vezénylési gyakorlat- és karvezetéstanára. 1981–90: a Honvéd Férfikar (Bp.) vezető karnagya. A Magyar Rádió Énekkarának is rendszeresen vendégkarmestere. 1990–95: A veszprémi Dohnányi Ernő Zeneművészeti Szakiskola igazgatója. 1995–2006: a veszprémi Padányi Biró Márton Katolikus Gimnázium énekkarának vezetője. 1996–2002: a Szolnoki Kodály Kórus karnagya. Több ősbemutatót tartott, elsősorban együtteseinek ajánlott művekét. – 1956: megszervezte Veszprém Város Vegyeskarát és a Veszprémi Szimfonikus Zenekart. Együtteseinek 1956–81 karnagya. Nemzetközi zenei versenyeken: Arezzo, 1965; Debrecen, 1970; BBC, felvételről, 1971; Llangollen, 1976 stb.: I., ill. különdíjak a kórussal; Kerkrade, 1970: I. díj a zenekarral. Meghatározó szerepe volt a biennális Országos Kamarazenekari Fesztiválok (Veszprém, 1965–88) megszervezésében. Megalapozta a veszprémi oratóriumkultúrát, zenésztársai, növendékei kórusok sorát alapították Veszprémben és vidékén.

## Tisztségei, kitüntetései
A Magyar Zeneművészek Szövetségének tagja, majd elnökségi tagja (1973–81). A Kórusok Országos Tanácsának (később: Kórusok és Zenekarok Szövetsége) egyik szervezője (1970), alelnöke, a Művészeti Tanács tagja.
- 1967: Liszt Ferenc-díj
- 1971: „Veszprém megyéért” kitüntető jelvény, aranyfokozat
- 1971: A Magyar Rádió elnökének nívódíja
- 1975: „Veszprém városért” kitüntető jelvény, aranyfokozat
- 1975: a Munka Érdemrend aranyfokozata
- 1981: Érdemes művész
- 1992: Pro Urbe Veszprém
- 1996: Pro Meritis Veszprém
- 2002: Veszprém város díszpolgára
- 2002: Szolnok város kulturális díja
- 2002: A Magyar Kultúra Lovagja

## Hanglemezfelvételei
Monteverdi: Arianna panasza + Liszt F.: Ave maris stella (1975);
Charpentier: Te Deum kettős karra + J. S. Bach: 50. kantáta (1978);
Liszt Ferenc kantátái stb.

## Írásai
Magyar Zene 1973/4:424. (Veszprém megye zenei közművelődése)
Kariskola a Magyar Néphadsereg Művészegyüttese Énekkara számára. Bp., 1983.